# Trachylepis punctatissima
Trachylepis punctatissima (гірський плямистий сцинк) — вид сцинкоподібних ящірок родини сцинкових (Scincidae). Мешкає в Південній Африці.

## Поширення і екологія
Гірські плямсисті сцинки мешкають на сході і північному сході Південно-Африканської Республіки, в Лесото і Есватіні, на півдні Ботсвани, а також в горах Східного нагір'я на сході Зімбабве. Вони живуть в сухих кам'янистих саванах, на луках і в чагарникових заростях, серед валунів і скель.